# Amathia delicatula
Amathia delicatula är en mossdjursart som beskrevs av Souto, Fernández-Pulpeiro och Reverter-Gil 20. Amathia delicatula ingår i släktet Amathia och familjen Vesiculariidae. Inga underarter finns listade i Catalogue of Life.